# Windcheetah
Windcheetah oder Speedy ist ein Liegedreirad, das von Mike Burrows 1981 entworfen wurde und nun von Bob Dixons Advanced Vehicle Design (AVD Windcheetah Ltd.) produziert wird.

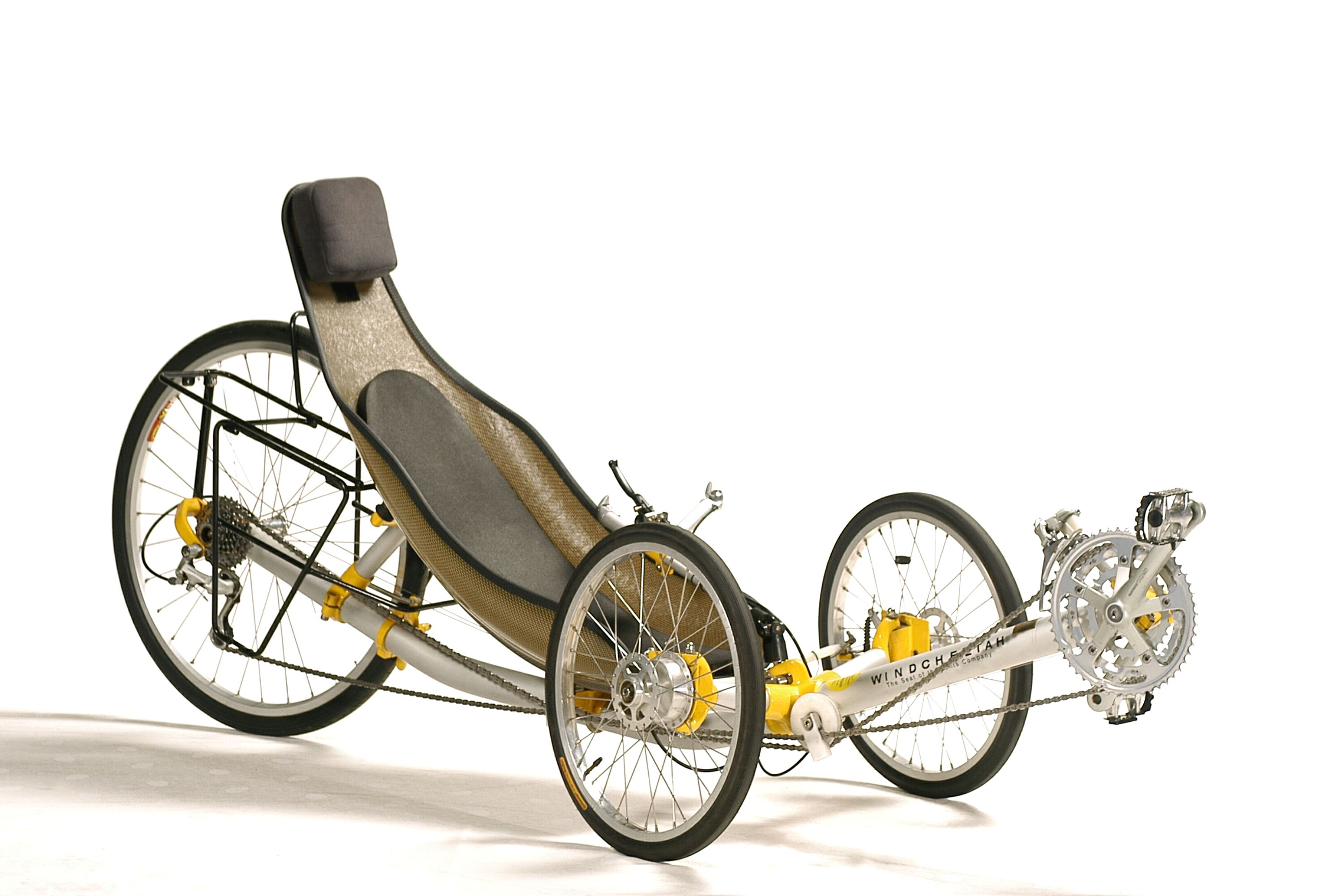

## Bauform
Seine Bauform ist vom Typ „Tadpole“ (zwei Räder vorne, eins hinten) mit einem kreuzförmigen Rahmen aus Aluminium-Rohren. Das Rad ist so konstruiert, dass beim Bau mehr geklebt als geschweißt wird. Es wird von einer ungewöhnlichen Gabel-Einrichtung gesteuert, die auf einem Kreuzgelenk montiert ist, damit der Fahrer die Kontrolle aufrechterhalten kann, während er sich zurücklehnt. Alle drei Räder sind, wie für Burrows' Räder typisch, freitragend aufgehängt. Das Hinterrad hat einen Durchmesser von ETRTO 559 (26"), die Vorderräder von ETRTO 406 (20"). Die ersten Modelle hatten noch ETRTO-451-Vorder- und ETRTO-630-Hinterräder. Anschließend wechselten sie zu ETRTO-369-Moulton-Felgen für vorne und ETRTO-541-Felgen für hinten. Einige Rennvarianten kehrten zu den 451er-Vorderrädern in Kombination mit einem 622er-Hinterrad zurück.

## Erfolge
Das Windcheetah erreichte einen beinahe legendären Status. Es wurde im Museum of Modern Art und im Solomon R. Guggenheim Museum ausgestellt. Außerdem gibt es Modelle in verschiedenen Technologie-Museen.
Der Einfluss der Windcheetahs stammt von ihren Erfolgen in verschiedenen Wettbewerben, besonders in Ausdauer-Wettbewerben. Mike Burrows gewann zweimal die europäische HPV-Meisterschaft auf seinem eigenen (modifizierten) Speedy. Das Rad hat mindestens sechs Ausdauer-Rekorde gebrochen, einschließlich des Rekordes  für die Strecke von Land’s End nach John o’ Groats, der 1997 auf einem Windcheetah gebrochen wurde, der speziell für dieses Vorhaben konstruiert und gebaut wurde. Andy Wilkinson bewältigte die 1386 km lange Strecke in 41 Stunden, 4 Minuten und 22 Sekunden bei einer durchschnittlichen Geschwindigkeit von 33,7 km/h – 4 Stunden unter dem bisherigen Rekord trotz des Verlustes einer Stunde wegen eines Defektes an einer der speziellen Titan-Achsen. Spitzengeschwindigkeiten von über 110 km/h wurden an manchen Abfahrten erreicht.